# Diplolophium
Diplolophium är ett släkte i familjen flockblommiga växter.

## Arter
Enligt Plants of the World Online omfattar släktet sju arter, som samtliga förekommer i Afrika:
- Diplolophium africanum Turcz.
- Diplolophium boranense Bidgood & Vollesen
- Diplolophium buchananii (Benth. ex Oliv.) C.Norman
- Diplolophium diplolophioides (H.Wolff) Jacq.-Fél.
- Diplolophium somaliense Verdc.
- Diplolophium swynnertonii (Baker f.) C.Norman
- Diplolophium zambesianum Hiern